# The Inbetweeners
The Inbetweeners és una comèdia de situació britànica sobre un grup d'amics d'un institut anglès. Escrita per Damon Beesley i Iain Morris
Iain Morris la sèrie va ser produïda pel canal de televisió E4. La primera temporada es va començar a emetre el maig del 2008 a través d'aquesta cadena i al novembre del mateix any es va emetre ja al seu canal germà Channel 4.
El terme Inbetweeners (de l'anglès in between - al mig) fa referència al Will i els seus tres companys de classe Simon, Neil i Jay, que no formen part dels populars de l'escola i tampoc dels estudiosos, és a dir, es troben en un punt intermedi.
La segona temporada va començar el 2 d'abril de 2009 i va acabar el 7 de maig de 2009.
Actualment, una tercera temporada s'està emetent al Regne Unit des del 13 de setembre de 2010. Està previst que s'acabi el 18 d'octubre del mateix any.
La serie ha estat nominada dos cops a la categoría de "Millor comèdia de situació" dels premis BAFTA, tant el 2009, com el 2010. En l'edició de 2010 va guanyar el Premi del Públic, l'únic premi escollit per votació dels espectadors.
La sèrie va ser doblada al català per Televisió de Catalunya i emesa pel Canal 3XL.

## Història
Damon Beesley i Iain Morris, productors de The 11 O'Clock Show (programa de Channel 4), van fundar la seva pròpia productora: Bwark Productions. El primer treball de la productora fou The Inbetweeners.
Una quarta temporada és improbable, ja que la història acabarà al final de curs, fet que li donarà un final natural, segons Simon Bird.

## Personatges

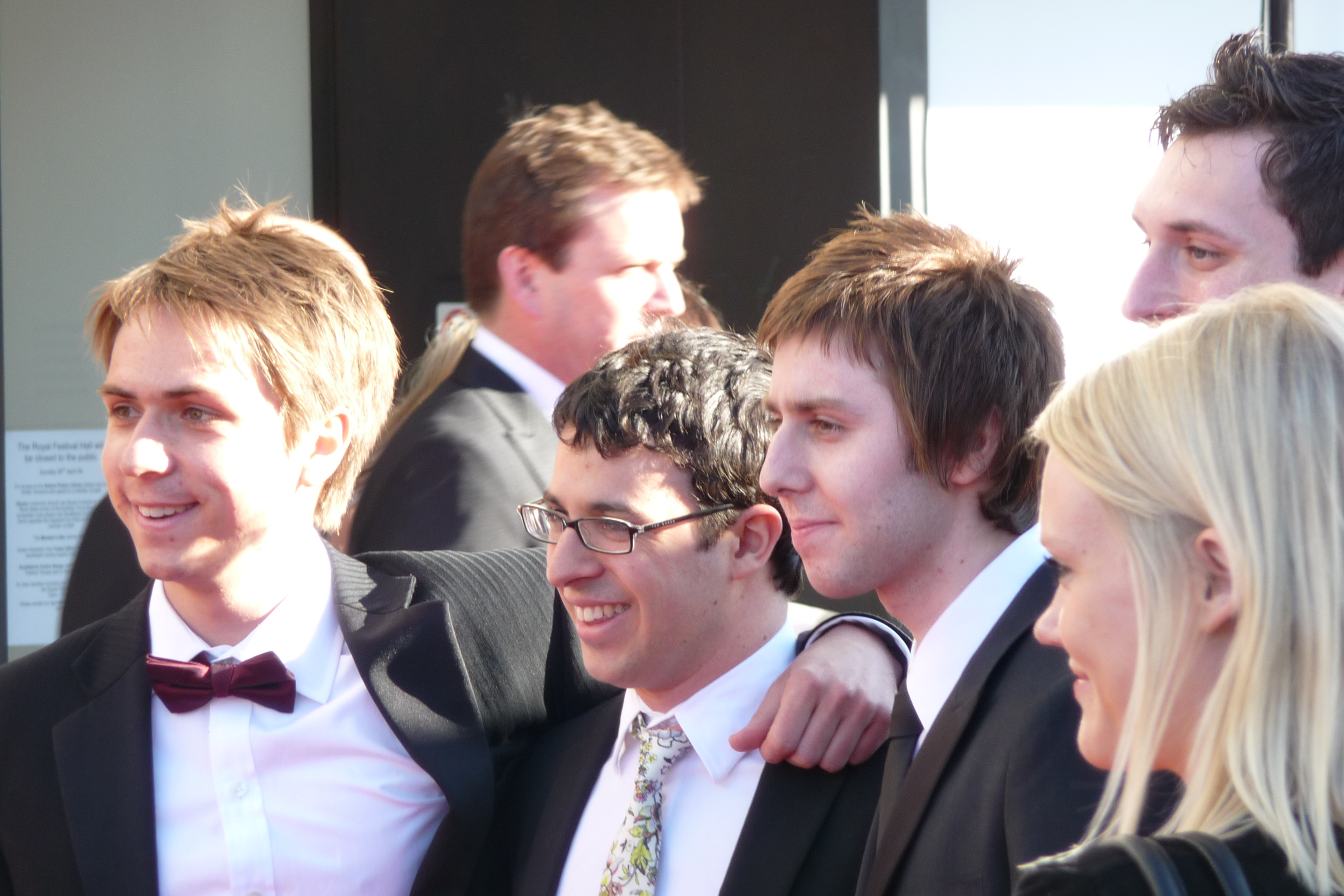
Actors de The Inbetweeners el 2009. D'esquerra a dreta: Joe Thomas, Simon Bird, James Buckley i Blake Harrison.

- Will McKenzie interpretat per Simon Bird
- Simon Cooper interpretat per Joe Thomas
- Jay Cartwright interpretat per James Buckley
- Neil Sutherland interpretat per Blake Harrison

## Episodis
Els episodis de la primera i segona temporada van ser televisats pel Channel 4 al Regne Unit i Irlanda. Els episodis també estan disponibles per comprar i descarregar pels usuaris registrats de la botiga iTunes del Regne Unit.

## Localització
The Inbetweeners es filma a diverses localitats, Ruislip, Middlesex, i sobretot a Ruislip High School, però també en zones properes com Harrow, Pinner, Abbots Langley, St Albans, Finchley, Whetstone i Eastcote. La majoria dels estudiants no són alumnes reals de l'escola.
El primer episodi de la segona temporada, passa a Swanage, Dorset; però en realitat es va filmar a Littlehampton, West Sussex.

## Música
El tema d'entrada de The Inbetweeners és "Gone Up in Flames" de la banda anglesa de rock Morning Runner. La primera temporada també té música de Rachel Stevens, Air Traffic, Calvin Harris, The Ting Tings, Arctic Monkeys, Theaudience, Vampire Weekend, Gorillaz, Hot Chip, Belle & Sebastian, Field Music, Jamie T, The Libertines, Rihanna, The Fratellis, Jack Peñate, Guillemots, The Feeling, Kate Nash, The Wombats, The Cure, Lily Allen, Mumm-Ra, Tellison, Transformer, Sam Isaac i Feist. La segona temporada té temes d'Oasis, Biffy Clyro, Passion Pit, Royworld, MGMT, Maxïmo Park, i The Cribs.

## Pel·lícula
El setembre de 2009, Beesley i Morris van confirmar que una pel·lícula havia estat confirmada per Film4.
Anirà dels quatre amics. Aniran de vacances a Magaluf. L'estrena s'espera a mitjans del 2011. Els creadors van declarar que Simon Bird (Will) i Joe Thomas (Simon) havien escrit un guió per la pel·lícula que "era molestament més divertit" que el seu.